# Luca De Maria
Luca De Maria, né le 18 juin 1989 à Naples, est un rameur italien

## Palmarès

### Jeux olympiques d'été
| Discipline         | Londres 2012 Royaume-Uni | Rio 2016 Brésil |
| ------------------ | ------------------------ | --------------- |
| Deux de pointe, pl |                          |                 |
| Huit, pl           |                          |                 |

### Championnats du monde
| Discipline         | Karapiro 2010 Nouvelle-Zélande | Bled 2011 Slovénie | Plovdiv 2012 Bulgarie | Chungju 2013 Corée du Sud | Amsterdam 2014 Pays-Bas | Aiguebelette 2015 France |
| ------------------ | ------------------------------ | ------------------ | --------------------- | ------------------------- | ----------------------- | ------------------------ |
| Deux de pointe, pl |                                | Argent             | Or                    |                           |                         |                          |
| Huit, pl           | Bronze                         |                    |                       |                           | Argent                  |                          |

### Championnats d'Europe
| Discipline           | Montemor-o-Velho 2010 Portugal | Plovdiv 2011 Bulgarie | Varèse 2012 Italie | Séville 2013 Espagne | Belgrade 2014 Serbie | Poznań 2015 Pologne |
| -------------------- | ------------------------------ | --------------------- | ------------------ | -------------------- | -------------------- | ------------------- |
| Deux de pointe, pl   |                                |                       |                    |                      |                      |                     |
| Quatre de pointe, pl |                                |                       | Or                 |                      |                      |                     |
| Huit, pl             | Or                             |                       |                    |                      |                      |                     |